# Personalbetreuung
Die Personalbetreuung ist eine Dienstleistungsfunktion des Personalwesens, die auch als Personalservice oder als Mitarbeiterbetreuung bezeichnet wird. Sie umfasst die Beratung und Begleitung von Personal im Unternehmen. Diese Funktion wird nicht in allen Standardwerken des Personalmanagements erwähnt und in der Literatur unterschiedlich weit definiert. Sie ist nicht nur eine Aufgabe der Personalabteilung, sondern betrifft auch die Fürsorgepflicht eines jeden Vorgesetzten im Hinblick auf dessen Mitarbeiter. Die Gründe für Personalbetreuung sind gesetzlicher, tarifvertraglicher oder betriebswirtschaftlicher und unternehmensbezogener (z. B. um die Arbeitsmoral zu fördern) Natur.
Grundsätzlich werden die folgenden Formen der Personalbetreuung unterschieden:
- Sozialbetreuung, z. B. Werksarzt, Sozialfürsorge
- Sachmittelversorgung, z. B. Berufskleidung
- Sachmittelbewilligung, z. B. Vermittlung einer Betriebswohnung
- Sachmittelnutzung, z. B. Dienstfahrzeug
- Dienstleistungen, z. B. Personalpflege
- Informationen, z. B. Regelungen zur Sozialversicherung
- Immaterielle Leistungen, z. B. Sanitätsdienst.

Die Maßnahmen reichen von administrativer Betreuung über Regelungen des Allgemeinen Gleichbehandlungsgesetzes, Rückkehrgespräche, Eingliederungsmanagement bis hin zur Betreuung nach Mobbing.